# Mantrap (1926)
Mantrap is een Amerikaanse filmkomedie uit 1926 onder regie van Victor Fleming. Destijds werd de film in Nederland uitgebracht onder de titel De vrouw van mijn vrind.

## Verhaal
Het knappe stadsmeisje Alverna uit Minneapolis is impulsief getrouwd met de veel oudere Joe Easter. Ze gaat bij hem wonen in het Canadese plattelandsdorpje Mantrap. Op vakantie maakt ze kennis met de rijke advocaat Ralph Prescott. Alverna wordt meteen verliefd op hem.

## Rolverdeling
| Acteur           | Personage          |
| ---------------- | ------------------ |
| Clara Bow        | Alverna            |
| Ernest Torrence  | Joe Easter         |
| Percy Marmont    | Ralph Prescott     |
| Eugene Pallette  | E. Wesson Woodbury |
| Tom Kennedy      | Curly Evans        |
| Joseph Crowell   | Mevrouw McGavity   |
| William Orlamond | Mijnheer McGavity  |
| Charles Stevens  | Lawrence Jackfish  |
| Miss DuPont      | Mevrouw Barker     |
| Charlotte Bird   | Stenografe         |